# Provincia di Cankuzo
La provincia di Cankuzo è una delle 18 province del Burundi con 228 873 abitanti (censimento 2008). Prende il nome dal suo capoluogo Cankuzo.

## Geografia antropica

### Suddivisioni amministrative
La provincia è suddivisa in 5 comuni:
- Cankuzo
- Cendajuru
- Gisagara
- Kigamba
- Mishiha

## Codici
- Codice HASC: BI.CA
- Codice ISO 3166-2: CA
- Codice FIPS PUB 10-4: BY11